# Античен град при Ашиклар
Античният град при Ашиклар (на гръцки: Αρχαίος οικισμός Ευρωπού) е археологически обект край гумендженското село Ашиклар (Европос), Гърция, който понякога се идентифицира с античния Европос.
Още в 1966 година по време на оран край селото е открит и известният Ашикларски курос. Разкопките започват в 1989 година. Югоизточно от селото е разкрита праисторическа селищна могила. Праисторическа селищна могила от около 3000 г. пр. Хр. е открита и в центъра на селото.
На два хълма на 1 km южно и югоизточно от селото са разкрити останките на античен град. Селището е постоянно обитавано от V век пр. Хр. до средновековието.
В 1986 година двата археологически обекта са обявени за паметници на културата. В 1994 година границите на защитената зона са разширени.
- Римски гробници
- Римска гробница с двойна камера
- Гробница от некропола
- Музеят при некропола